# Adolf Schmitt (Mediziner)
Adolf Schmitt (* 1865 in Volkach; † 25. September 1938 in München) war ein deutscher Chirurg.

## Leben
Schmitts Vater war Obermedizinalrat und Kreisarzt von Würzburg. Adolf Schmitt besuchte das Gymnasium in Würzburg, wo er auch sein Medizinstudium begann, das er an der Universität Berlin abschloss. Von 1890 bis 1892 arbeitete er als Assistent von Ernst von Bergmann an der Universitäts-Klinik Berlin und von 1892 bis 1902 an der Chirurgischen Klinik in München. Im August 1893 habilitierte er sich und lehrte als Privatdozent an der Münchener Universitat. Im Jahr 1900 wurde er zum außerordentlichen Professor ernannt, 1910 erhielt er den Lehrauftrag für Unfallheilkunde. 
Im Ersten Weltkrieg war er Hilfsassistent am Würzburger Juliusspital und leitete zwei Lazarette in München sowie verschiedene Kriegslazarette an der Ostfront.
Schmitt war mehrere Jahre lang Schriftführer der Bayerischen Chirurgen-Vereinigung.